# 小林仁 (実業家)
小林 仁（こばやし ひとし、1960年9月25日 - ）は、日本の経営者。ベネッセホールディングス社長。

## 経歴
岡山県出身。1985年に立命館大学経営学部を卒業し、同年に福武書店(のちのベネッセコーポレーション)に入社。2012年6月に取締役に就任し、2014年6月には社長に就任。2016年にベネッセホールディングス副社長を経て、2021年4月には社長に就任。